# Lešnica (Novo Mesto, Slovenija)
Lešnica je naselje u slovenskoj Općini Novom Mestu. Lešnica se nalazi u pokrajini Dolenjskoj i statističkoj regiji Jugoistočnoj Sloveniji. 

## Stanovništvo
Prema popisu stanovništva iz 2002. godine naselje je imalo 104 stanovnika.